# Michael Lorenzo-Vera
Pour les articles homonymes, voir Lorenzo et Vera.
Michaël « Mike » Lorenzo-Vera (né le 28 janvier 1985 à Biarritz) est un golfeur français évoluant sur le circuit européen.

## Carrière
Michaël Lorenzo-Vera commence sa carrière professionnelle sur le Challenge Tour durant les saisons 2006 et 2007. En 2007, Il remporte le dernier tournoi de la saison et progresse ainsi de la septième à la première place de l'ordre du mérite et devient le tout premier français à terminer no 1 du Challenge Tour.

Ces résultats lui permettent de passer sur le PGA Tour Européen pour la saison 2008. 
Michaël Lorenzo-Vera termine la saison 2010 classé en 188e position. Ses gains acquis durant la Race to Dubai 2010 ne lui permette pas de pourvoir garder sa carte pour la saison suivante sur le Tour européen. Michaël Lorenzo-Vera doit repasser par les cartes européennes pour obtenir une catégorie pleine sur le Tour européen en 2011. Il ne parvient pas à terminer parmi les trente premiers de ce tournoi final des cartes et retourne donc pour la saison 2011 sur l'échelon inférieur du golf européen : le Challenge Tour. 

Ses résultats sur le Challenge tour ne lui permettent de regagner sa place sur le Tour européen qu'à partir de la saison 2015. 
En 2017, il participe à son 1er tournoi du Grand chelem, avec à la clef une 62e place finale (Open britannique). 
Il a atteint en 2019 la 65e place  du classement mondial.

## Palmarès

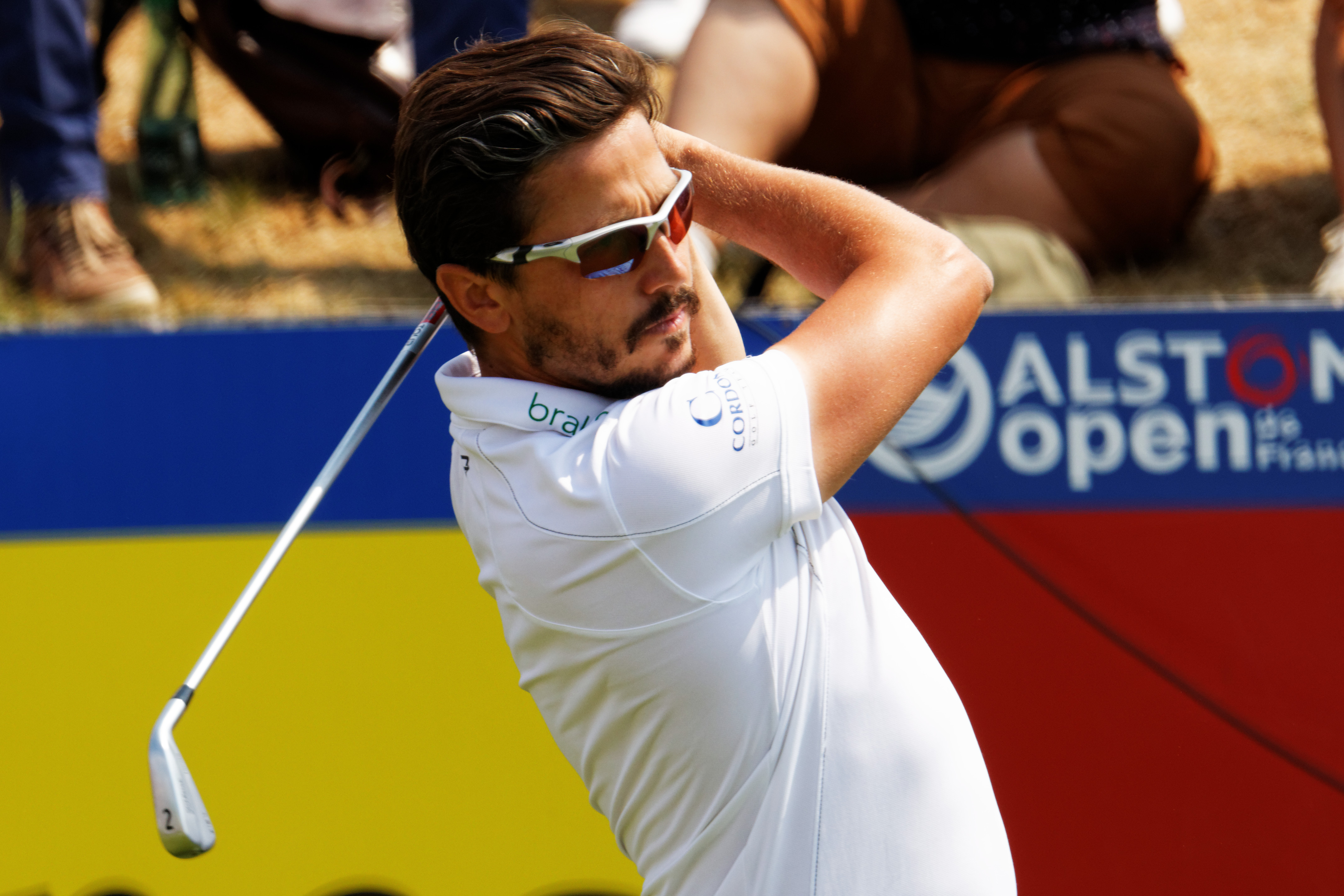
Open de France 2015 4e tour

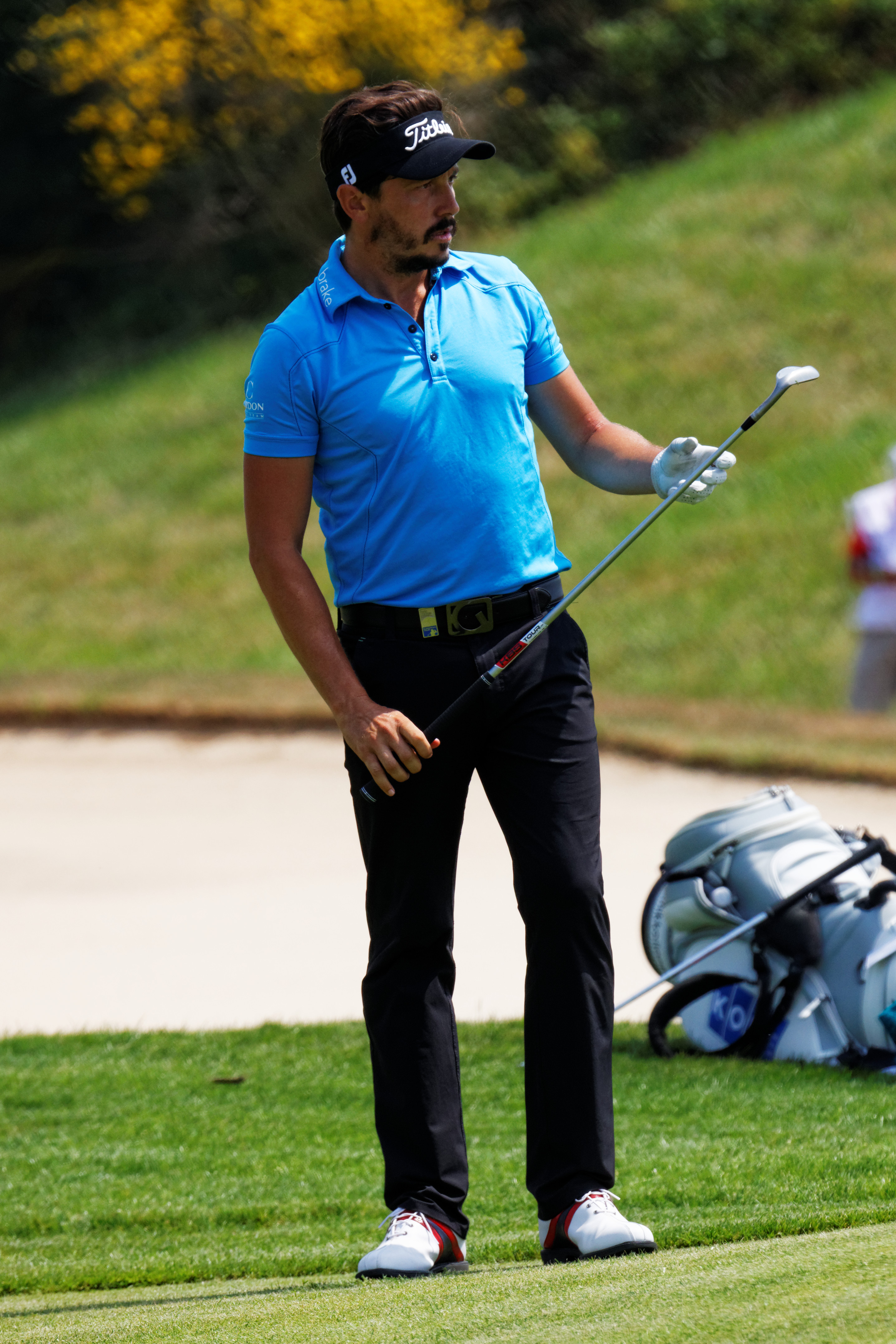
Open de France 2015 1er tour

### Victoire sur le Challenge Tour
- 2007 Apulia San Domenico Grand Final

### Autres victoires
- 2005 Open international de la mirabelle d'or (Alps Tour) (en tant qu'amateur)
- 2006 Open des Landes (France Pro Golf Tour)
- 2006 Open international de la mirabelle d'or (Alps Tour)
- 2006 Open international du Stade français (Alps Tour)
- 2007 Masters 13 (AGF-Allianz Golf Tour) (Alps Tour)
- 2009 Grand Prix PGA France
- 2009 Allianz Open Paris Stade français (Alps Tour)

## Résultats dans les tournois du Grand Chelem
| Tournoi                 | 2017 | 2018 |
| ----------------------- | ---- | ---- |
| Masters de golf         | DNP  | DNP  |
| US Open de golf         | DNP  | DNP  |
| Open britannique hommes | T62  | DNP  |
| Championnat de la PGA   | DNP  | T65  |

| Tournoi                 | 2019 | 2020 | 2021 |
| ----------------------- | ---- | ---- | ---- |
| Masters de golf         | DNP  | DNP  | DNP  |
| Championnat de la PGA   | T16  | T43  | DNP  |
| US Open de golf         | DNP  | DNP  | DNP  |
| Open britannique hommes | CUT  |      | CUT  |

DNP = Did not play (n'a pas joué)

CUT = n'a pas passé le cut

"T" tie (ex æquo)

Fond jaune pour top 10